# Мациевич, Василий Антонович
Василий Антонович Мациевич (13 апреля 1913, Песчаный Брод, Херсонская губерния — 10 сентября 1981, Ленинград) — полковник Советской армии, участник Великой Отечественной войны, Герой Советского Союза (1943).

## Биография
Василий Мациевич родился 13 апреля 1913 года в селе Песчаный Брод (ныне — Кировоградской области Украины). Окончил два курса морского техникума в Ленинграде. Работал слесарем-инструментальщиком на заводе. В 1933 году Мациевич был призван на службу в Рабоче-крестьянскую Красную Армию. В 1936 году он окончил Оренбургскую военную авиационную школу лётчиков, в 1937 году — курсы усовершенствования командного состава. Участвовал в польском походе и советско-финской войне. С 1941 года — на фронтах Великой Отечественной войны.
Племянник одного из первых русских лётчиков Л. М. Мациевича.
К июню 1942 года капитан Василий Мациевич командовал эскадрильей 26-го истребительного авиаполка 7-го истребительного авиакорпуса ПВО СССР. К тому времени он совершил 196 боевых вылетов, принял участие в 44 воздушных боях, сбив 16 вражеских самолётов лично и ещё 6 — в составе группы.
Указом Президиума Верховного Совета СССР от 14 февраля 1943 года за «образцовое выполнение боевых заданий командования на фронте борьбы с немецкими захватчиками и проявленные при этом мужество и героизм» капитан Василий Мациевич был удостоен высокого звания Героя Советского Союза с вручением ордена Ленина и медали «Золотая Звезда» за номером 560.
После окончания войны Мациевич продолжил службу в Советской Армии. В 1956 году он окончил Военную академию Генерального штаба. В 1964 году в звании полковника Мациевич был уволен в запас. Проживал и работал в Ленинграде. Скончался 10 сентября 1981 года, похоронен на Ново-Волковском кладбище Санкт-Петербурга.
Был также награждён двумя орденами Красного Знамени, орденами Александра Невского и Отечественной войны 1-й степени, двумя орденами Красной Звезды, рядом медалей.
В 2020 году был похищен бронзовый бюст героя. Могила, находящаяся на Ново-Волковском кладбище, находится под охраной КГИОП СПб, как объект культурного наследия.

## Память
Именем Василия Мациевича названа улица в посёлке Ковалёво Всеволожского района Ленинградской области.